# Eumecocera anomala
Eumecocera anomala là một loài bọ cánh cứng trong họ Cerambycidae.